# Tractat bàsic
El Tractat Bàsic (en alemany, Grundlagenvertrag), o de nom sencer Tractat sobre les bases de les relacions entre la República Federal d'Alemanya i la República Democràtica Alemanya (en alemany Vertrag über die Grundlagen der Beziehungen zwischen der Bundesrepublik Deutschland und der Deutschen Demokratischen Republik), fou un acord diplomàtic signat el 21 de desembre del 1972 al Berlin Est entre els dos estats alemanys. Va ser signat per Egon Bahr, secretari de la cancelleria per part de la República Federal d'Alemanya i Michael Khol, en representació de la República Democràtica Alemanya en tant que secretari d'Estat. L'acord significava de facto però no de iure et el reconeixement recíproc dels dos estats alemanys com a països sobirans. En tot cas, en funció d'aquest acord diplomàtic la RFA deixava enrere la doctrina Hallstein mantinguda durant els governs de Konrad Adenauer segons la qual la primera era l'única representant d'Alemanya en espera d'una futura reunilficació.

## Context històric
Amb la finalització de la segona guerra mundial Alemanya va ser ocupada i dividida per les quatre potències vencedores (Estats Units d'Amèrica, Gran Bretanya, França i Unió Soviètica) tal com acordaren a la Conferència de Potsdam. Al cap de pocs anys, el 1949, després del Bloqueig de Berlín que evidenciava que s'entrava en una nova era diplomàtica (la Guerra Freda) i que per tant era impossible un acord entre els quatre països vencedors de la II gran guerra, naixien formalment dos estats alemanys diferents que responien a les respectives zones d'ocupació de l'Alemanya: la República Democràtica Alemanya, sota l'esfera de la Unió Soviètica, i la República Federal d'Alemanya, en la zona franco-britànico-estatunidenca.
En el context de la divisió en blocs generada per la Guerra Freda, les dues nacions alemanyes es van separar cada cop més, consolidant-se en les seves respectives alineacions competidores. A la part oriental, Khrusxov es va oposar sovint a la creació d'una nació alemanya unificada i neutral, proposada de vegades pel bàndol soviètic com en el cas de Lavrenti Béria el maig de 1953. De la mateixa manera, a la banda occidental, la doctrina Hallstein, que va influir i dirigir la política exterior de l'Alemanya Occidental durant gairebé vint anys, especialment durant els governs d'Adenauer, va frenar qualsevol forma de diàleg entre les dues nacions i va dificultar les relacions entre la RDA i altres països, fins l'arribada a la cancelleria federal del polític socialdemòcrata Willy Brandt el 1969. Així, al bloc soviètic l'aleshores dirigent de la Unió Soviètica, Khruisxov era contrari a una futura reunficació alemanya. Per la seva banda a la part occidental se seguia la ja coneguda doctrina Hallstein.

## Distensió iOstpolitik
Cap a finals dels anys seixanta foren perceptibles les primeres senyals de distensió entre les dues alemanyes. La poltíica de Konrad Adenauer, canceller de la RFA en diferents moments entre els anys cinquanta i seixanta tenia com a objectiu final aconseguir la reunificació del país. D'aquí la persecució de l'aïllament internacional de la RDA (Doctrina Hallstein). L'ascens a la cancelleria federal de Willy Brandt el 1969 significà un canvi profund en la política exterior de l'Alemanya Occidental. D'aquí la recerca d'acords amb els països del Bloc de l'Est amb la finalitat d'aconseguir acords econòmics i diplomàtics. Pel cantó de la URSS també es van evidenciar alguns senyal d'apropament. Proves del que diem són els acords ratificats amb l'Alemanya occidental, com són el Tractat de Moscou (1970) del 12 d'agost del mateix any i el Tractat de Varsòvia (1970) de 7 desembre del mateix any que sancionaren la Línia Oder-Neisse com a frontera oriental de la RDA, o l'Acord de les Quatre potències del 3 setembre 1971 i l'Acord de Trànsit del 17 desembre 1971. Ambdós acords donaven més llibertat als habitants del dos Berlins i la possibilitat d'accés a la RFA en casos excepcionals per als ciutadans de la RDA.
Els canvis en la direcció del Partit Socialista Unificat d'Alemanya (SED) entre Walter Ulbricht i el més complaent Erich Honecker el 1971 foren altres senyals de distensió..

## El tractat
Les feines de negociació i redacció del Tractat van començar després de l'entrada en vigor de l'Acord entre les quatre potències a obra dels sotsecretaris d'Estat de les parts, Egon Bahr per la RFA i Michael Kohl per la RDA.
El document es va signar al Berlín Est el 21 desembre 1972, ratificat l'11 maig i el 13 juny 1973 respectivament per la RFA i la RDA, respectivament. Va entrar en vigor el 21 juny 1973. El Tractat es componia de 10 articles:
- Article 1: desenvolupament de relacions de bon veïnatge basat sobre la igualtat de drets.
- Article 2: compromís a respectar els principis i les directrius de les Nacions Unides.
- Article 3: compromís a solucionar les disputes de manera pacífica abstenint-se de recórrer a l'ús de la força, d'acord amb els principi d'inviolabilitat de les fronteres i el respecte a la integritat territorial. .
- Article 4: disposiciaffinché cap de les dues nacions pugui representar l'altra a nivell internacional.
- Article 5: promoció de relacions pacífiques entre els Estats europeus i la participació en el procés de seguretat i cooperació a Europa (OCSE), promovent el desarmament.
- Article 6: garantia que la jurisdicció de cadascuna de les dues nacions es limita a l'interior territorial dels dos estats alemanys, respectant per tant la independència i autonomia en els afers interiors i exteriors d'ambdós països.
- Article 7: compromís en el desenvolupament en l'acord de cooperació sobre qüestions pràctiques i humanitàries (entre els quals economia, ciència i tecnologia, cultura i esport).
- Article 8: institució de Missions Permanents prop de la seu del govern de la segona part contractant.
- Article 9: garantia que el Tractat no perjudfica els tractats bilaterals i multilaterals que s'hagin estipulat amb anterioritat
- Article 10: el Tractat serà sotmès a la ratificació dels governs de les parts signants

## Crítiques al tractat
Aviat es va revelar que l'acord seria força discutible tant jurídicament com políticament.

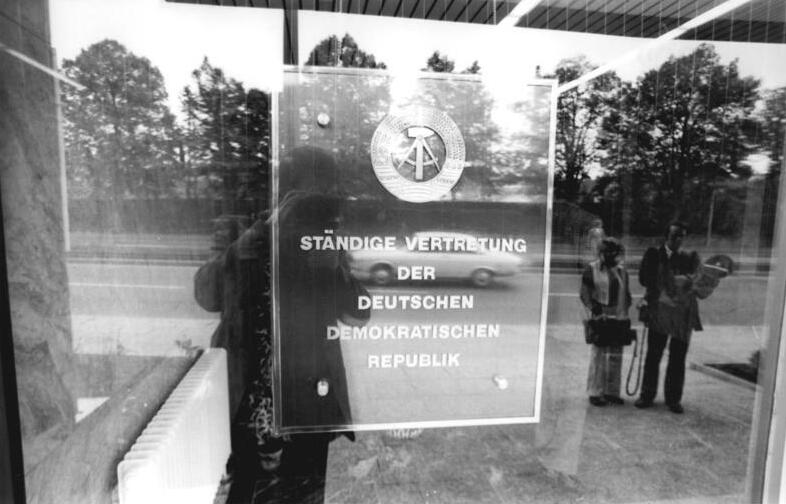
L'escut de l'Alemanya de l'Est la RDA a l'entrada de la seu de la Missió Permanent de la RDA a Bonn.

Ja abans de la ratificació del Tractat a la República Federal la coalició política formada per la CDU i CSU, aleshores a l'oposició, va qüestionar la manca de referències detallades pel que feia a la qüestió de Berlín i als drets i responsabilitats de les quatre potències ocupants. El 22 maig del 1973, tres dies abans del debat sobre la ratificació del tractat en el Bundesrat, el govern bavarès, en mans de la CSU), va demanar que el Tractat passés pel Tribunal Constitucional d'Alemanya, cosa que obtingué. Finalment, la Cort Constitucional dictaminà en data de 31 de juliol la compatibilitat del Tractat respecte la Llei fonamental. Els arguments esgrimits pel parit conservador eren que el govern federal s'estava desprenent del federalisme en favor de l'"enemic" comunista. Finalment, el Tractat Bàsic fou aprovat pel Parlament de la RFA l'11 maig del 1973 amb 268 vots a favor i 217 en contra.

## Conseqüències
El 2 maig 1974 s'obrien les representacions permanents entre les dues alemanyes. El representant permanent de la República Federal a la RDA fou Günter Gaus. Per la seva banda, Michael Kohl esdevenia el representant de la República Democràtica a la RFA.

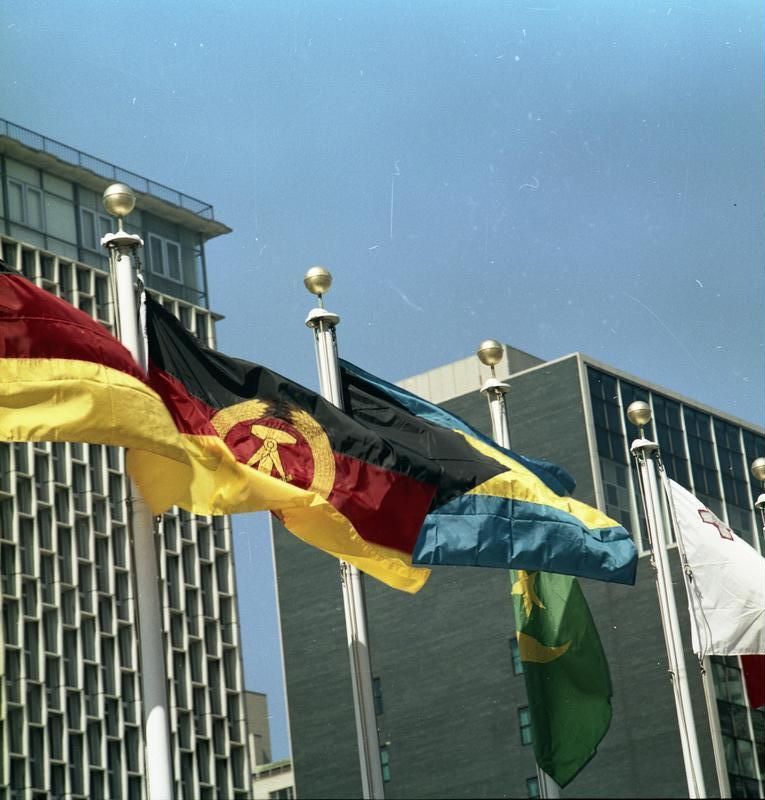
1973: Les banderes de la RFA i la RDA davant el palau de les Nacions Unides a Nova York.

La firma del tractat va comportar la fi de l'aillament internacional de la RDA i, per tant, el seu reconeixement internacional com a estat de ple dret, ja que fins aleshores estava sota el vet de la RFA arran de l'esmentada doctrina Hallstein. Entre altres països que a partir del la signatura del Tractat varen establir relacions diplomàtiques formals amb l'Alemanya de l'Est són: 
- Austràlia el desembre 1972.
- Itàlia, Regne Unit, França i Països Baixos el 1973. .
- Estats Units d'Amèrica el desembre 1974.

Els dos estats alemanys foren admesos a les Nacions Unides el 18 setembre del 1973, d'acord amb la resolució núm. 335 de la Junta de Seguretat de les Nacions Unides.
- Altres acords que van seguir la signatura del Tractat Bàsic.
- 25 abril 1974: acord sobre la sanitat
- 30 març 1976: acord sobre els serveis postals i les telecomunicacions
- 16 setembre 1978: acord per la construcció d'una autopista entre Hamburg i Berlín
- 29 novembre 1978: relació del govern sobre la "revisió, actualització i ampliació de la definició de les fronteres entre la RFA i la RDA"
- 21 desembre 1979: acord de cooperació en veterinària
- 30 abril 1980: acord per la construcció d'una autopista entre Berlín i Herleshausen, ampliació del canal Weser-Elba i el desdoblament de la línia ferroviària entre Berlín i Helmstedt

El Tractat fonamental i, regularment, la sencera Ostpolitik van representar el primer apropament de les dues nacions alemanyes després de les fines de la segona guerra mundial: els resultats obtinguts van ser importants en aquest sentit i van ser expressió d'un sentiment d'unitat nacional que travalicava els sentiments de la població alemanya i abastava les autoritats polítiques, per bé que per mitjà d'estratègies diferents; d'altra banda en molts pensaven que el tractat constituís l'arrelament d'una divisió perenne.